# 巴朗蓋
巴朗蓋，是菲律賓早期歷史上一個複雜的社會政治單位，歷來被認為是菲律賓群島各民族之間如梅尼拉王國、湯都、武端拉賈國、宿霧拉賈國等政權的早期統治組織模式。
一個巴朗蓋由三十至一百戶家庭組成，人口從一百到五百人不等，由世襲的達圖統治。沿海地區的巴朗蓋更容易與外國人進行貿易。這些是經濟活動發展的理想場所。來自其他國家的商人也與其他文化和文明接觸，如日本，中國，印度和阿拉伯人。
隨著時間的推移，這些沿海社區獲得了更先進的文化，開始形成一個更複雜的社會組織，出現了地區性國家。